# Гановер Тауншип (Нью-Джерсі)
Гановер Тауншип (англ. Hanover Township) — селище (англ. township) в США, в окрузі Морріс штату Нью-Джерсі. Населення — 14 677 осіб (2020).

## Демографія
Згідно з переписом 2010 року, у селищі мешкало 13 712 осіб у 5308 домогосподарствах у складі 3788 родин. Було 5526 помешкань
Расовий склад населення:
| - 85,5 % — білих - 10,8 % — азіатів - 1,0 % — чорних або афроамериканців - 1,3 % — осіб інших рас |

До двох чи більше рас належало 1,3 %. Частка іспаномовних становила 4,6 % від усіх жителів.
За віковим діапазоном населення розподілялося таким чином: 22,2 % — особи молодші 18 років, 59,7 % — особи у віці 18—64 років, 18,1 % — особи у віці 65 років та старші. Медіана віку мешканця становила 43,9 року. На 100 осіб жіночої статі у селищі припадало 91,8 чоловіків;  на 100 жінок у віці від 18 років та старших — 88,1 чоловіків також старших 18 років.
Середній дохід на одне домашнє господарство  становив 131 002 долари США (медіана — 113 816), а середній дохід на одну сім'ю — 155 797 доларів (медіана — 141 705). Медіана доходів становила 100 993 долари для чоловіків та 65 208 доларів для жінок. За межею бідності перебувало 2,8 % осіб, у тому числі 2,0 % дітей у віці до 18 років та 3,6 % осіб у віці 65 років та старших.
Цивільне працевлаштоване населення становило 7251 осіб. Основні галузі зайнятості: освіта, охорона здоров'я та соціальна допомога — 22,9 %, науковці, спеціалісти, менеджери — 16,4 %, виробництво — 11,7 %, фінанси, страхування та нерухомість — 11,7 %.